# Silaš
Silaš (srp. ćir. Силаш; mađ. Szilas), je selo južno od Osijeka, nedaleko od Laslova i Ćelija, a pripada općini Šodolovci.

## Zemljopis
Nalazi se u južnom dijelu udoline na tri i po kilometra sjeveroistočno od Korođa, pokraj šume Gunje.

## Stanovništvo
Prema popisu iz 2001. godine, u Silaš je bilo 608 stanovnika.
Prema popisu iz 2011. godine, naselje je imalo 476 stanovnika.
| broj stanovnika |       |       |       |       |       | 30    | 89    | 517   | 747   | 791   | 846   | 734   | 692   | 680   | 608   | 476   | 326   |
|                 | 1857. | 1869. | 1880. | 1890. | 1900. | 1910. | 1921. | 1931. | 1948. | 1953. | 1961. | 1971. | 1981. | 1991. | 2001. | 2011. | 2021. |

## Povijest
Silaš je izgrađen na mjestu nekadašnje pustare vukovarskog grofa Eltza, po kojoj je dobio ime.

## Kultura

### Kulturno-umjetničko društvo "Zora"
Iako u Silašu tradicija folklora datira skoro od osnivanja sela 1922. godine tek od 7. lipnja 2006. godine registrirana je prva KUD-a pod nazivom «Zora».
Inicijativa je potekla od mladeži u selu koji su bili jedinstveni u odluci da se osnuje KUD-a. Za sada je aktivna samo folklorna sekcija, a planirano je pokretanje dramske i recitatorske sekcije. Kao ciljana skupina uglavnom su pripadnici i simpatizeri srpske nacionalne manjine, posebice djeca i mladež. Nekoliko članova su pripadnici većinskog naroda ili neke druge nacionalne manjine.
Udruga je osnovana prvenstveno s ciljem očuvanja tradicije i kulture srpske nacionalne manjine kroz kulturno-povijesnu djelatnost (literarna, folklorna i kazališna).
Od dana osnivanja Udruga aktivno radi i ima 60 članova, u dobi od 7 do 60 godina.
KUD je održao 3 nastupa, dva u Silašu i jedan u Boboti. U Silašu je prvi nastup bio u sklopu održavanja manifestacije «Pesma leta», pod pokroviteljstvom Zajedničkog vijeća općina iz Vukovara. Na manifestaciji «Dječji festival» sudjelovala je dječja sekcija, također pod pokroviteljstvom ZVO. Prvi godišnji koncert održan je krajem 2006. godine na kojem je prikazan cjelokupan dosadašnji rad obje grupe KUD-a «Zora». Na svim nastupima KUD «Zora» je ostavila zapažen uspjeh.
Nove informacije: KUD "Zora" je dosada imao puno vise nastupa, gostovali su u Bosni, Srbiji, Madjarskoj i u nekim mjestima u Hrvatskoj. U petom mjesecu su obilježili godinu dana svog drustva nastupom u Silašu. Krajem sedmog mjeseca KUD je napravio nastup za svoje Silaščane koji su u dijaspori, koji su im svojim prilozima pomogli u kupnji nošnje "Šumadija"... KUD "Zora" zahvaljuje svim ljudima, posebno svojim Silaščanima, koji su svojim prilozima pomogli u obnavljanju KUD-a u nadi da ce ih i dalje podržavati u daljnjem radu.

## Sport
- NK Silaš 1922, nogometni klub (u mirovanju)

Do 1990-ih godina, u Silašu je postojao NK Crvena zvezda Silaš